# リースポテンシャル
数学におけるリースポテンシャル（英: Riesz potential）とは、その発見者であるハンガリーの数学者マルツェル・リースの名にちなむ、あるポテンシャルのことを言う。リースポテンシャルは、ユークリッド空間上のラプラス作用素の冪に対する逆を、ある意味において定義するものである。一変数のリーマン＝リウヴィル積分は複数変数へと一般化される。
0 < α < n であるとき、Rn 上の局所可積分函数 f のリースポテンシャル Iαf は、次式で定義される。
ただしこの定数は次で与えられる。
{\displaystyle c_{\alpha }=\pi ^{n/2}2^{\alpha }{\frac {\Gamma (\alpha /2)}{\Gamma ((n-\alpha )/2)}}.}
この特異積分は、f が無限大において十分急速に減衰する場合、well-defined となる。特に 1 ≤ p < n/α に対して f ∈ Lp(Rn)であるときに、well-defined となる。p > 1 であるなら、f の減衰率と Iαf の減衰率は不等式（ハーディ＝リトルウッド=ソボレフ不等式）
{\displaystyle \|I_{\alpha }f\|_{p^{*}}\leq C_{p}\|f\|_{p},\quad p^{*}={\frac {np}{n-\alpha p}}}
によって関連付けられる。より一般に作用素 Iα は、0 < Re α < n を満たす複素数 α に対して well-defined である。
リースポテンシャルは、次の畳み込みとして、より一般に弱い意味で定義することが出来る：
{\displaystyle I_{\alpha }f=f*K_{\alpha }.\,}
ここで Kα は局所可積分函数
{\displaystyle K_{\alpha }(x)={\frac {1}{c_{\alpha }}}{\frac {1}{|x|^{n-\alpha }}}}
である。したがってリースポテンシャルは、f がコンパクトな台を持つ超函数である時はいつでも定義される。この点に関し、コンパクトな台を持つある正のボレル測度 μ のリースポテンシャルは、Iαμ がその μ の台を除く（連続な）劣調和函数であり、Rn 全体で下半連続であることから、ポテンシャル論における主要な興味を集めるものとなっている。
フーリエ変換を考えることで、リースポテンシャルはフーリエ乗数であることが分かる。実際、
{\displaystyle {\widehat {K_{\alpha }}}(\xi )=|2\pi \xi |^{-\alpha }}
であるので、畳み込み定理より
{\displaystyle {\widehat {I_{\alpha }f}}(\xi )=|2\pi \xi |^{-\alpha }{\hat {f}}(\xi )}
が得られる。
リースポテンシャルは、例えば急減少函数に対し、次の半群性を満たす：
{\displaystyle I_{\alpha }I_{\beta }=I_{\alpha +\beta }.\ }
ただし
{\displaystyle 0<\operatorname {Re\,} \alpha ,\operatorname {Re\,} \beta <n,\quad 0<\operatorname {Re\,} (\alpha +\beta )<n}
が満たされているものとする。さらに、2 < Re α <n であるなら
{\displaystyle \Delta I_{\alpha +2}=-I_{\alpha }\ }
が成立する。また、この函数のクラスに対しては
{\displaystyle \lim _{\alpha \to 0^{+}}(I^{\alpha }f)(x)=f(x)}
が成立する。